# Jeanne Poisson, marquise de Pompadour
Jeanne Poisson, marquise de Pompadour est un téléfilm français en 2 parties de 97 minutes, réalisé par Robin Davis diffusé les 16 et 17 octobre 2006 sur France 2.

## Synopsis
Jeanne Poisson, jeune bourgeoise devenue madame d'Étiolles grâce à un mariage orchestré par une mère ambitieuse, part à la conquête du jeune et séduisant roi Louis XV dont elle tombe éperdument amoureuse. Leur histoire d'amour durera 20 ans.

## Fiche technique
- Réalisation : Robin Davis
- Assistants réalisateurs : 1) Serge de Closets / 2) Eric Lécuyer
- Production : Jean-Pierre Fayer et Fabienne Servan-Schreiber
- Directeur de production : Jacques Bontoux
- Scénario-Adaptation : Alexandra de Broca et Olivier Pouponneau
- Dialogues : Alexandra de Broca - Olivier Pouponneau - Jacques Forgeas
- Scripte : Chantal Pernecker
- Directeur de la photographie : Yves Lafaye
- Musique originale : Jean-Marie Sénia
- Décors : Valérie Grall, Cécilia Blom
- Costumes : Valérie de Segonzac
- Montage : Didier Ranz
- Casting : Max Morel
- Chef maquilleuse : Marianne Collette
- Coiffeurs : Tony Rocchetti, Christine Dendeleuf
- Le téléfilm fut tourné au château de Champlâtreux, au château de Chantilly, à Dampierre[Où ?] et Champs-sur-Marne.

## Distribution
- Hélène de Fougerolles : Jeanne Poisson, marquise de Pompadour
- Vincent Pérez : Louis XV
- Rosemarie La Vaullée : Élisabeth
- Charlotte de Turckheim : la reine Marie Leszczyńska
- Damien Jouillerot : le dauphin
- Charlotte Valandrey : Mme de Brancas
- Jennifer Decker : la dauphine
- Chloé Stefani : Henriette
- Léa Wiazemsky : Adélaïde
- Romain Redler : Abel, marquis de Marigny
- Elisabeth Margoni : Mme Poisson
- Yvon Back : l'abbé Bernis
- Jean-François Garreaud : Maurepas
- Benoît Soles : Gontaut
- Christian Hecq : Marville
- Patrick Haudecœur : Dominique-Guillaume Lebel
- Wilfred Benaïche : Quesnay
- Jean-François Dérec : Voltaire
- Bernard Bollet : Denis Diderot
- Patrick Raynal : Lazare Duvaux
- Albert Goldberg : Choiseul
- Jean-Louis Foulquier : Beaumont
- Manu Ambroise : courtisan liste souper
- Alban Aumard : courtisan
- Zoon Besse : Saissac
- Yan Brian : courtisan Clairière
- Jacques Ciron : le professeur de maintien
- Stéphane Comby : courtisan liste souper
- Judith Davis : Anne Couppier de Romans
- Serge Davis : le duc Entretien
- Xavier de Guillebon : Charles d'Étiolles
- Marie Favasuli : une courtisane
- Alexandre Guansé : laquais de la reine
- François Guillaume : courtisan
- Sonia Hell : une courtisane
- Hervé Jacobi : courtisan Clairière
- Marine Laporte : Alexandrine, 7 ans
- Alice Lautner : une courtisane
- Alice Lhermitte : une courtisane
- Marc Michel : M. de Tournehem
- Bertrand Nadler : cavalier au château de Chantilly
- Antoine Nakab : laquais de Jeanne à Versailles
- Joël Ravon : Nollet
- Marie-France Santon : Mme de Chevreuse
- Diane Stolojan : vieille comtesse
- Emmanuel Suarez : le crieur
- Johanna Vannucci : fille maître de bouche
- Venantino Venantini : le tailleur
- Matthias Weber : courrier du roi
- Coralie Revel : O'Murphy

## Autour du film
Une séquence du téléfilm montre un plateau de religieuses présentées à la reine et à ses filles. Or, la religieuse n'a été inventée qu'aux environs de 1855, par Frascati, célèbre pâtissier-glacier parisien.
Hélène de Fougerolles interprète pour la deuxième fois la marquise de Pompadour après Fanfan la Tulipe en 2003.